# Beauregard (Misisipi)
Beauregard es una villa del Condado de Copiah, Misisipi, Estados Unidos. Según el censo de 2000 tenía una población de 265 habitantes y una densidad de población de 112.4 hab/km².

## Demografía
Según el censo de 2000, había 265 personas, 91 hogares y 68 familias residiendo en la localidad. La densidad de población era de 112,4 hab./km². Había 94 viviendas con una densidad media de 39,9 viviendas/km². El 46,42% de los habitantes eran blancos y el 53,58% afroamericanos.
Según el censo, de los 91 hogares en el 37,4% había menores de 18 años, el 50,5% pertenecía a parejas casadas, el 17,6% tenía a una mujer como cabeza de familia, y el 24,2% no eran familias. El 23,1% de los hogares estaba compuesto por un único individuo, y el 4,4% pertenecía a alguien mayor de 65 años viviendo solo. El tamaño promedio de los hogares era de 2,91 personas y el de las familias de 3,46.
La población estaba distribuida en un 31,3% de habitantes menores de 18 años, un 10,6% entre 18 y 24 años, un 28,3% de 25 a 44, un 19,6% de 45 a 64, y un 10,2% de 65 años o mayores. La media de edad era 30 años. Por cada 100 mujeres había 102,3 hombres. Por cada 100 mujeres de 18 años o más, había 100,0 hombres.
Los ingresos medios por hogar en la localidad eran de 25.750 dólares ($), y los ingresos medios por familia eran 34.063 $. Los hombres tenían unos ingresos medios de 32.344 $ frente a los 14.063 $ para las mujeres. La renta per cápita para la ciudad era de 11.671 $. El 19,8% de la población y el 15,5% de las familias estaban por debajo del umbral de pobreza. El 15,1% de los menores de 18 años y el 7,4% de los habitantes de 65 años o más vivían por debajo del umbral de pobreza.

## Geografía
Según la Oficina del Censo de los Estados Unidos, la localidad tiene un área total de 2,4 km², todos ellos correspondientes a tierra firme.